# Бобровый Гай
Бобровый Гай — село в Пугачёвском районе Саратовской области России, в составе Клинцовского муниципального образования.

## История
Первоначально известен как деревня Бобров Гай. Деревня отмечена на карте земель Оренбургского, Уральского и Башкирского казачьих войск 1858 года в границах Башкирского отделения Уральского казачьего войска
Согласно Списку населённых мест Самарской губернии за 1889 год, деревня входила в Кузябаевскую волость Николаевского уезда. Земельный надел составлял 10472 десятины удобной и 354 десятины неудобной земли. Население деревни составляли башкиры, магометане, всего 481 житель, в деревне имелись мечеть и ветряная мельница.
Согласно Списку населённых мест Самарской губернии 1910 года в деревне имелись мечеть и школа.

## География
Село находится в юго-восточной части района, в степной зоне, в пределах Сыртовой равнины, на левом берегу реки Большая Чалыкла, на расстоянии примерно 57 километров (по прямой) к юго-востоку от города Пугачёв.
Часовой пояс
Село Бобровка, как и вся Саратовская область, находится в часовой зоне МСК+1. Смещение применяемого времени относительно UTC составляет +4:00.

## Население
Динамика численности населения по годам:
| Годы      | 1889 | 1897 | 1910 | 2002 |
| --------- | ---- | ---- | ---- | ---- |
| Население | 481  | 510  | 585  | 152  |

| 2002 | 2010 |
| ---- | ---- |
| 152  | ↘146 |

Национальный состав
Согласно результатам переписи 2002 года, в национальной структуре населения башкиры составляли 86 %.

## Религия
Мечети
- Мечеть